# Kodansha Philosophia
Kodansha Philosophia （こうだんしゃフィロソフィア）は、講談社が発行していた叢書である。

## 概要
講談社選書メチエの姉妹本として刊行された。判型は四六判で、ハードカバーの叢書シリーズ。第一級の研究者による、書き下ろし、又は雑誌連載をまとめたが、7冊で刊行を終了した。のち数冊が文庫再刊された。

## 刊行一覧
1. 『反哲学史』　木田元、243p。1995年4月／講談社学術文庫、2000年4月。
2. 『仏教伝来』　鎌田茂雄、300p。1995年10月／『仏教の来た道』、講談社学術文庫、2003年3月。
3. 『現代日本のリベラリズム』　佐伯啓思、313p。1996年4月。第7回読売論壇賞受賞作品。
4. 『哲学の風景　ポスト・ヒューマニズムを目指して』　沢田允茂、346p。1997年6月。
5. 『プラトンの呪縛　二十世紀の哲学と政治』　佐々木毅、276p。1998年1月／講談社学術文庫、2000年12月。
6. 『現代日本のイデオロギー　グローバリズムと国家意識』　佐伯啓思、312p、1998年4月。
7. 『「日本語論」への招待』　池上嘉彦、326p、2000年9月／『日本語と日本語論』、ちくま学芸文庫、2007年9月。